# جيمس شو (لاعب كرة قدم أمريكية)
جيمس شو (بالإنجليزية: James Shaw)‏ هو لاعب كرة قدم أمريكية أمريكي، ولد في 27 فبراير 1989 في برمنغهام في الولايات المتحدة.

## وصلات خارجية
- جيمس شو على موقع JustSportsStats.com (الإنجليزية)